# UTC+12:00

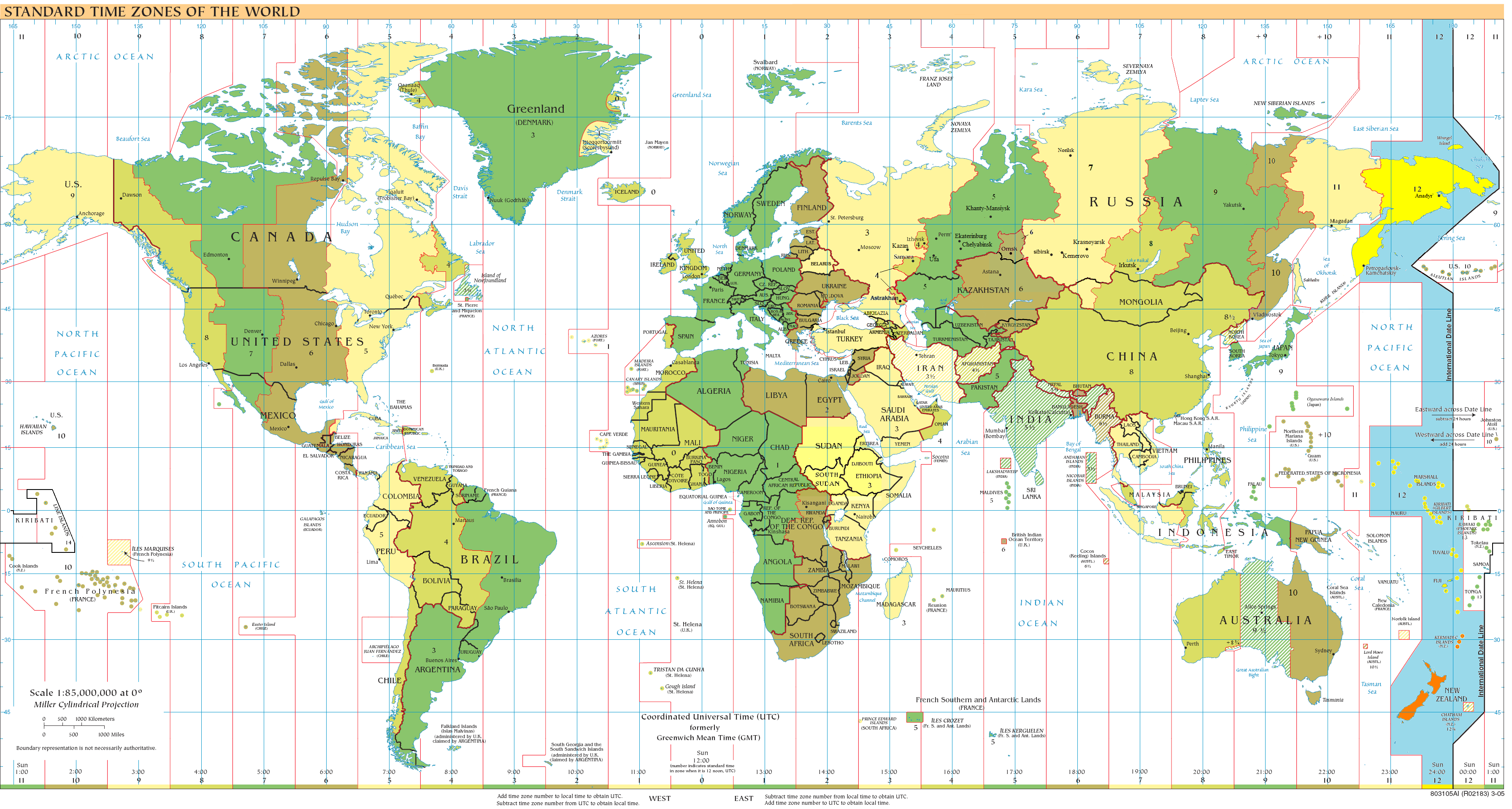
UTC+12:Blau (desembre), taronja (juny), groc (l'any sencer), blau clar (àrees marines)

UTC+12:00 és una zona horària d'UTC amb 12 hores més tard que l'UTC. El seu codi DTG és M-Mike.

## Zones horàries
- Wallis and Futuna Time (WFT)
- Tuvalu Time (TVT)
- Fiji Time (FJT)
- Gilbert Island Time (GILT)
- Nauru Time (NRT)
- Marshall Islands Time (MHT)
- Magadan Time (MAGT)
- Anadyr' Time (ANAT)
- New Zealand Standard Time (NZST)

## Franges

### Temps estàndard (l'any sencer)
- Kiribati
  - Illes Gilbert
  - Banaba
- Illes Marshall
- Nauru
- Tuvalu
- Àrea insular dels EUA
  - Illes Wake
- Wallis i Futuna

#### Magadan Time
- Krai de Kamtxatka
- Kurils
- Óblast de Magadan
- Sakhà (porció oriental)
- Txukotka

### Temps estàndard (hivern a l'hemisferi sud)
Aquestes zones utilitzen l'UTC+12:00 a l'hivern i l'UTC+13:00 a l'estiu.
- Fiji
- Nova Zelanda (menys Illes de Chatham)

## Geografia
UTC+12 és la zona horària nàutica que comprèn l'alta mar entre 172,5°E i el meridià 180° de longitud. En el temps solar aquest fus horari és el corresponent el meridià 180° est.

## Història
En el 2011, a Rússia es va traslladar l'horari d'estiu durant tot l'any, el Magadan Time es va fixar a l'UTC+12. I el Vladivostok Time es va fixar permenet a l'UTC+11.